# Geezer Butler

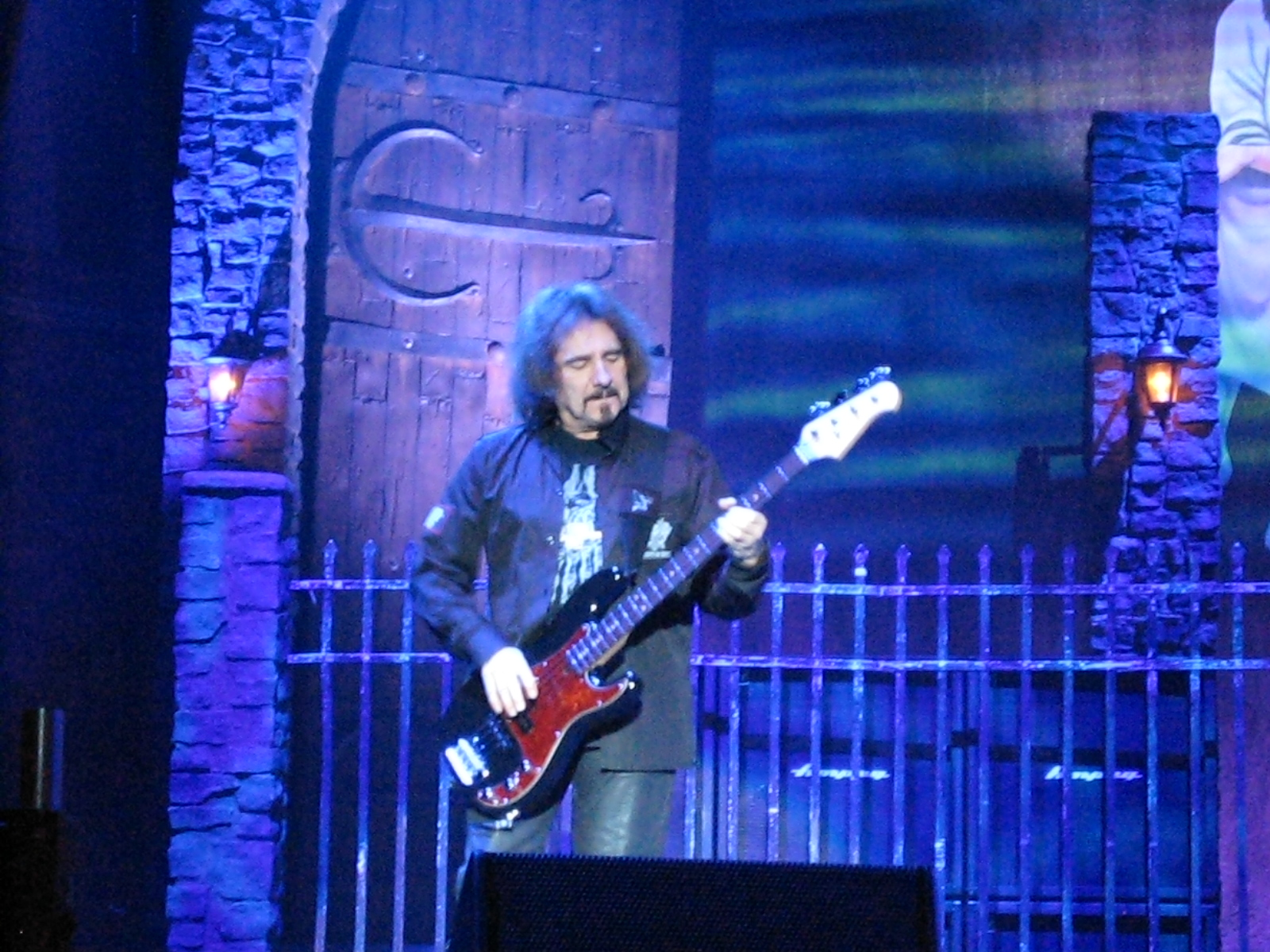
Geezer Butler

Geezer Butler, echte naam: Terence Butler (Aston, 17 juli 1949) is een musicus die bekendheid verwierf als de bassist van Black Sabbath. Na in 1980 uit de band te zijn gestapt heeft hij vooral platen van andere metalbands geproduceerd en af en toe een soloplaat opgeleverd.
De laatste jaren toerde hij weer regelmatig met de originele line-up van Black Sabbath, drummer Bill Ward meestal uitgezonderd. De redenen hiervoor zijn verschillend, zanger Ozzy Osbourne heeft gezegd dat het kwam door Wards overgewicht.
Veel teksten van de nummers van Black Sabbath zijn door Butler geschreven.
- Bibsys: 9008833
- Biblioteca Nacional de España: XX870129
- Bibliothèque nationale de France: cb14847772d (data)
- Gemeinsame Normdatei: 134341449
- International Standard Name Identifier: 0000 0000 5521 7128
- Library of Congress Control Number: n91106668
- MusicBrainz: 123814ce-f7f7-44c9-b84d-0088b1e230a4
- Nationale Bibliotheek van Tsjechië: ola2002151395
- Nederlandse Thesaurus van Auteursnamen: 112933998
- Istituto Centrale per il Catalogo Unico: DDSV157938
- Virtual International Authority File: 64274571
- WorldCat: E39PBJrCgFhYqpJtbkBYK7MgKd